# سیارک ۲۲۳۸
سیارک ۲۲۳۸ (به انگلیسی: 2238 Steshenko، نامگذاری:1972RQ1) دو هزار و دویست و سی و هشتمین سیارک کشف شده‌است که در ۱۱ سپتامبر ۱۹۷۲ کشف شد.
قدر مطلق سیارک برابر ۱۱٫۹۰ است.